# Michael Proehl

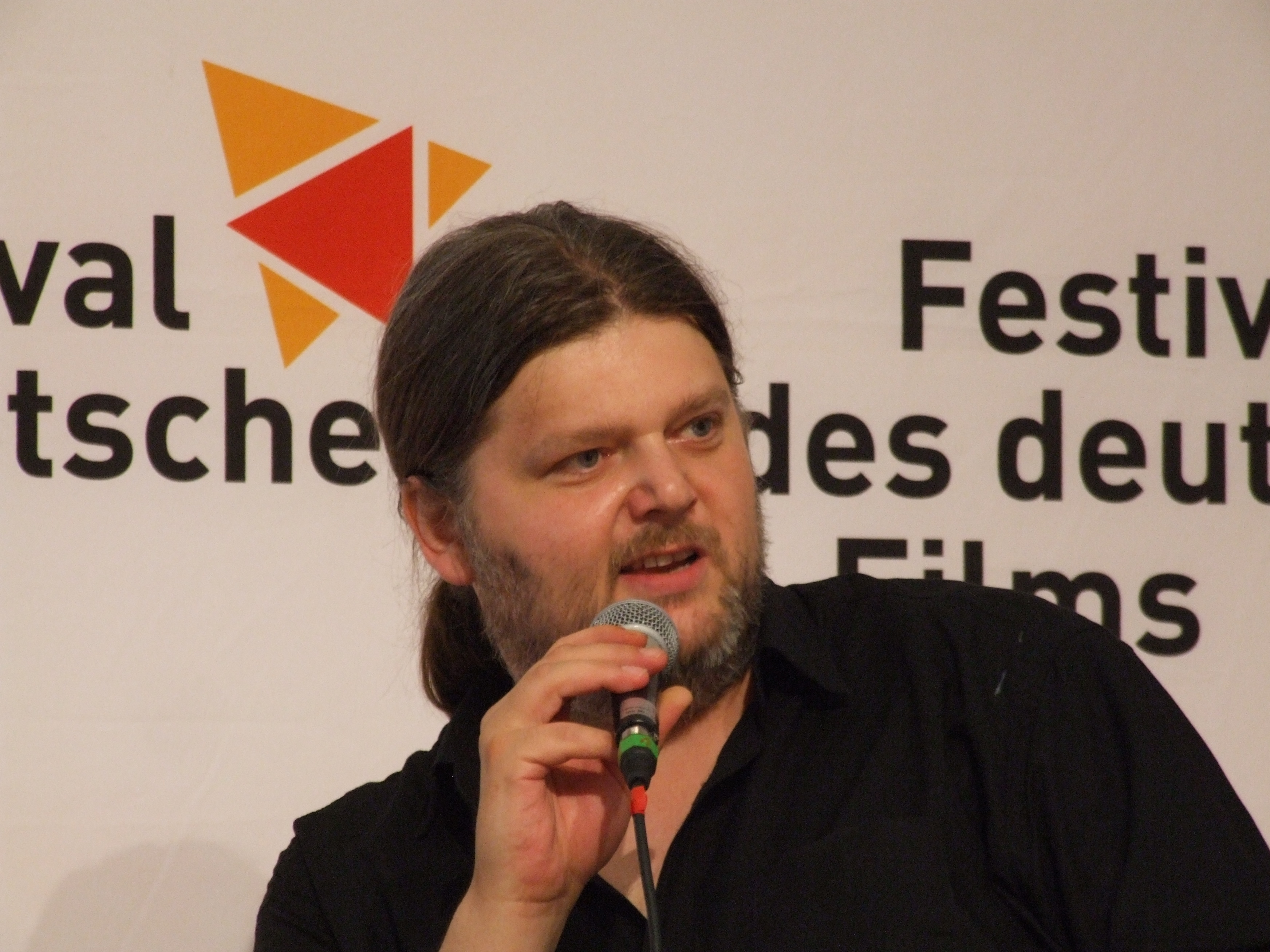
Drehbuchautor Michael Proehl auf dem 10. Festival des deutschen Films auf der Parkinsel in Ludwigshafen am Rhein, im Gesprächszelt nach der Vorführung seines Werkes Tatort: Im Schmerz geboren

Michael Proehl (* 4. November 1975 in Frankfurt am Main) ist ein deutscher Drehbuchautor.

## Leben
Michael Proehl absolvierte zwischen 2000 und 2005 ein Studium an der Filmakademie Baden-Württemberg in Ludwigsburg, das er im Fachbereich Drehbuch mit dem Langfilmdrehbuch Der Weg des Fleisches abschloss. Der von ihm verfasste Abschlussfilm von Regisseur Florian Schwarz Katze im Sack wurde auf dem Filmfestival Max Ophüls Preis 2005 mit den Preisen für das beste Drehbuch und die beste Filmmusik ausgezeichnet. Auch für die Vorlage der nächsten Zusammenarbeit mit Florian Schwarz, dem Spukthriller Das Schneckenhaus, wurde Proehl auf dem Münchner Filmfest 2006 für den Förderpreis Deutscher Film nominiert. Das Ergebnis einer weiteren Zusammenarbeit mit einem Ludwigsburger Regiekollegen, Patrick Tauss’ Kahlschlag, wurde auf die Hofer Filmtage 2006 eingeladen. Proehl hat auch an Ben von Grafensteins Diplomfilm Blindflug mitgearbeitet und die Episode Yavuz in dem Episodenfilm 1. Mai – Helden bei der Arbeit verfasst, bei der Sven Taddicken Regie führte.
Proehl, der derzeit in Berlin und Bayern lebt, lieferte auch die Vorlagen für die Tatort-Folgen Waffenschwestern, Weil sie böse sind und Im Schmerz geboren, bei denen Florian Schwarz für die Regie verantwortlich zeichnete. 2010 wurde Weil sie böse sind als Bester Fernsehfilm mit dem Deutschen Fernsehpreis ausgezeichnet. 2015 erhielt er für Tatort – Im Schmerz geboren den Preis der Deutschen Akademie für Fernsehen in der Kategorie Drehbuch.

## Filmografie
- 2000: Sardellen extra
- 2001: Simuliert
- 2002: 42 Schnitte
- 2003: Wenn Schweine sterben
- 2003: Katze im Sack
- 2005: Moshi moshi
- 2005: Das Schneckenhaus (TV)
- 2006: Kahlschlag (TV)
- 2006: 7 1/2 Frauen
- 2006: Cauchemar du perdeur de clés
- 2007: 1. Mai – Helden bei der Arbeit
- 2007: Tatort: Waffenschwestern
- 2010: Interview (Kurzfilm)
- 2010: Tatort: Weil sie böse sind
- 2011: Hannah Mangold & Lucy Palm (TV)
- 2011: Tatort: Borowski und der coole Hund
- 2014: Tatort: Im Schmerz geboren
- 2014: Driften
- 2015: Tatort: Das Haus am Ende der Straße
- 2016: Das weiße Kaninchen (Koautor: Holger Karsten Schmidt) (TV)
- 2018: Tatort: Wir kriegen euch alle
- 2018: Dogs of Berlin: Heimspiel
- 2019: Polizeiruf 110: Der Ort, von dem die Wolken kommen
- 2020: Oktoberfest 1900 (Fernsehserie)
- 2021: Heute stirbt hier Kainer (TV)
- 2023: German Crime Story: Gefesselt (Serie)
- 2024: Tatort: Murot und das 1000-jährige Reich